# Transparens (datalogi)
En dataförbindelse sägs vara transparent om alla tecken vidarebefordras exakt i den form de inmatats. Exempelvis styrtecken utförs inte, men dess kod sänds vidare. En krypterad förbindelse måste vara transparent. Om kryptomeddelandet skulle råka innehålla 10 st tecken för ny sida i följd (FF = form feed) ska mottagande skrivare inte mata ut 10 tomma pappersark utan i stället skriva FF  eller eventuellt ↵ 10 gånger, vilket sedan vid dekrypteringen ska översättas till något meningsfullt innehåll enligt de regler som gäller för ifrågavarande kryptosystem.